# Olympische Sommerspiele 1932/Rudern – Achter
Der Ruder-Achter der Männer bei den Olympischen Sommerspielen 1932 wurde vom 10. bis 13. August im Long Beach Marine Stadium ausgetragen.

## Ergebnisse

### Halbfinale

#### Halbfinale 1
| Rang | Nation         | Athleten | Zeit       | Qualifiziert für |
| ---- | -------------- | --- | ---------- | ---------------- |
| 1    | Italien        | Mario Balleri Renato Barbieri Dino Barsotti Renato Bracci Vittorio Cioni Guglielmo Del Bimbo Enrico Garzelli Roberto Vestrini Cesare Milani (Steuermann)         | 6:28,2 min | Finale           |
| 2    | Großbritannien | Tom Askwith David Haig-Thomas Lewis Luxton Donald McCowen Kenneth Payne Harold Rickett Bill Sambell Charles Sergel John Ranking (Steuermann)                     | 6:34,4 min | Hoffnungslauf    |
| 3    | Japan          | Yoshio Enomoto Shigeo Fujiwara Saburo Hara Kenzo Ikeda Setsuo Matsura Taro Nishidono Tanaka Hidemitsu Setsuji Tanaka Toshi Sano (Steuermann)                     | 6:43,4 min | Hoffnungslauf    |
| 4    | Brasilien      | Fernando de Abreu José de Campos Vasco de Carvalho Joaquim Faria José Mò Osório Pereira Cláudionor Provenzano Antônio Rebello Júnior Amaro da Cunha (Steuermann) | 6:52,2 min | Hoffnungslauf    |

#### Halbfinale 2
| Rang | Nation             | Athleten | Zeit       | Qualifiziert für |
| ---- | ------------------ | --- | ---------- | ---------------- |
| 1    | Vereinigte Staaten | James Blair Charles Chandler David Dunlap Duncan Gregg Winslow Hall Burton Jastram Edwin Salisbury Harold Tower Norris Graham (Steuermann)                   | 6:29,0 min | Finale           |
| 2    | Kanada             | Donald Boal Earl Eastwood Harry Fry Joseph Harris Cedric Liddell Stanley Stanyar Albert Taylor William Thoburn Les MacDonald (Steuermann)                    | 6:33,2 min | Hoffnungslauf    |
| 3    | Deutsches Reich    | Karl Aletter Heinrich Bender Walter Flinsch Ernst Gaber Hans-Wolfgang Heidland Theodor Hüllinghoff Hans Maier Gerhard von Düsterlho Fritz Bauer (Steuermann) | 6:36,8 min | Hoffnungslauf    |
| 4    | Neuseeland         | George Cooke Lawrence Jackson John MacDonald Bert Sandos Charles Saunders John Solomon Cyril Stiles Rangi Thompson Delmont Gullery (Steuermann)              | 6:38,2 min | Hoffnungslauf    |

### Hoffnungslauf

#### Hoffnungslauf 1
| Rang | Nation         | Athleten | Zeit       | Qualifiziert für |
| ---- | -------------- | --- | ---------- | ---------------- |
| 1    | Großbritannien | Tom Askwith David Haig-Thomas Lewis Luxton Donald McCowen Kenneth Payne Harold Rickett Bill Sambell Charles Sergel John Ranking (Steuermann)                     | 6:49,0 min | Finale           |
| 2    | Neuseeland     | George Cooke Lawrence Jackson John MacDonald Bert Sandos Charles Saunders John Solomon Cyril Stiles Rangi Thompson Delmont Gullery (Steuermann)                  | 6:52,2 min |                  |
| —    | Brasilien      | Fernando de Abreu José de Campos Vasco de Carvalho Joaquim Faria José Mò Osório Pereira Cláudionor Provenzano Antônio Rebello Júnior Amaro da Cunha (Steuermann) | DNS        |                  |

#### Hoffnungslauf 2
| Rang | Nation          | Athleten | Zeit       | Qualifiziert für |
| ---- | --------------- | --- | ---------- | ---------------- |
| 1    | Kanada          | Donald Boal Earl Eastwood Harry Fry Joseph Harris Cedric Liddell Stanley Stanyar Albert Taylor William Thoburn Les MacDonald (Steuermann)                    | 7:03,2 min | Finale           |
| 2    | Deutsches Reich | Karl Aletter Heinrich Bender Walter Flinsch Ernst Gaber Hans-Wolfgang Heidland Theodor Hüllinghoff Hans Maier Gerhard von Düsterlho Fritz Bauer (Steuermann) | 7:10,6 min |                  |
| 3    | Japan           | Yoshio Enomoto Shigeo Fujiwara Saburo Hara Kenzo Ikeda Setsuo Matsura Taro Nishidono Tanaka Hidemitsu Setsuji Tanaka Toshi Sano (Steuermann)                 | 7:22,6 min |                  |

### Finale
| Rang | Nation             | Athleten | Zeit       |
| ---- | ------------------ | --- | ---------- |
| 1    | Vereinigte Staaten | James Blair Charles Chandler David Dunlap Duncan Gregg Winslow Hall Burton Jastram Edwin Salisbury Harold Tower Norris Graham (Steuermann)               | 6:37,6 min |
| 2    | Italien            | Mario Balleri Renato Barbieri Dino Barsotti Renato Bracci Vittorio Cioni Guglielmo Del Bimbo Enrico Garzelli Roberto Vestrini Cesare Milani (Steuermann) | 6:37,8 min |
| 3    | Kanada             | Donald Boal Earl Eastwood Harry Fry Joseph Harris Cedric Liddell Stanley Stanyar Albert Taylor William Thoburn Les MacDonald (Steuermann)                | 6:40,4 min |
| 4    | Großbritannien     | Tom Askwith David Haig-Thomas Lewis Luxton Donald McCowen Kenneth Payne Harold Rickett Bill Sambell Charles Sergel John Ranking (Steuermann)             | 6:40,8 min |